# Радиоконтроль
Радиоконтроль — контроль возможности получения информации противником с использованием радиопоиска, перехвата, анализа информации, передаваемой с помощью своих радиоэлектронных средств. 
Радиоконтроль является основной составной частью комплексного технического контроля и проводится с целью выявления и пресечения нарушений мер противодействия радиоразведкам и демаскирующих признаков в организации радиосвязи, которые могут позволить противнику получать сведения о составе, дислокации и действиях войск, характеристиках вооружения и военной техники.

## Задачи
- выявление и пресечение нарушений требований скрытного управления войсками при использовании радиосвязи;
- выявление демаскирующих признаков в организации радиосвязи и технических параметрах используемых средств;

## Способы и методы радиоконтроля
Радиоконтроль может осуществляться по известным радиоданным или свободным поиском.
- радиоконтроль по известным радиоданным обеспечивает быстроту выявления нарушений и их пресечение, а также возможность контроля одним постом нескольких частот или радиолиний;
- радиоконтроль свободным поиском ведётся на отдельных участках диапазона частот, в которых возможна работа радиоэлектронных средств контролируемых подразделений, объектов и учреждений.

Кроме того, радиоконтроль подразделяется по периодичности контроля (непрерывный и периодический радиоконтроль).